# 徐家河乡
徐家河乡，是中华人民共和国河北省邢台市宁晋县下辖的一个乡镇级行政单位。

## 行政区划
徐家河乡下辖以下地区：
徐家河村、老王庄村、刘家场村、宋家庄村、泊里庄村、榆树庄村、盐厂前村、盐厂后村、张家庄村、贾家庄村和鱼滩头村。